# Веледин
Веледин је тврђава у Републици Српској подигнута на простору Грабовице у општини Власеница. Тврђава потиче из касног средњег вијека, а први сачувани спис у коме се утврђење помиње је османски попис становништва из 1468. године у коме је евидентирана нахија Веледин са пустим селима Јасен, Трново, Тишница, Радча.